# Бібліотека сімейного читання імені Анатолія Дімарова
Бібліотека сімейного читання імені Анатолія Дімарова — невелика бібліотека в Подільському районі міста Києва, названа на честь письменника Анатолія Дімарова.

## Адреса
04086 м.Київ вулиця Олени Теліги, 55. Телефон (044) 440-80-00

## Опис
Площа приміщення бібліотеки — 258 м², бібліотечний фонд — 21,3 тис. примірників. Щорічно обслуговує 2,3 тис. користувачів, кількість відвідувань за рік — 11,8 тис., документовидач — 50,0 тис. примірників.

## Історія
Відкрита у серпні 1974 року як бібліотека для дорослих. У 1982 році присвоєно ім'я таджицького совєцького письменника Садріддіна Айні.
З 1992 року бібліотека має статус бібліотеки сімейного читання, основним завданням якої є комплектування та популяризація літератури на допомогу сім'ї, розширення та поглиблення кола сімейного читання, виховання культури читання батьків та дітей, організація змістовного дозвілля сім'ї, залучення до систематичного читання людей різних вікових категорій.
В бібліотеці ведеться картотека сімейного читання «Сімейна скарбничка» та «Хатинка цікавої інформації».
На маленьких відвідувачів чекає кімната «Казкоград», де дитина може познайомитись з чарівним світом казки, зустрітися з її героями, здійснити подорож за сторінками дитячих журналів.
У бібліотеці стали традиційними зустрічі: з педагогами, психологами, лікарями, працівниками редакцій сімейних і дитячих журналів, просто цікавими людьми.
Бібліотека співпраця з психологами соціального центру молоді Подільського району у проведенні диспут-тренінгів для учнівської молоді середнього віку з питань популяризації здорового способу життя, виховання волі та характеру, толерантності тощо.
Бібліотека надає можливість своїм відвідувачам влаштовувати власні виставки творів образотворчого та прикладного мистецтва. В бібліотеці щорічно проводиться конкурс творчих родин «Найталановитіша сім'я року».
Бібліотека стала переможцем міського конкурсу «Тобі, Перемого!» на найкращу електронну презентацію книжкової виставки «Хай буде мир! Хай більше не горить у пеклі війн твоє життя, людино», присвяченої 65-річчю перемоги у Нацистсько-радянській війні.
У приміщенні бібліотеки обладнано інтернет-центр, що надає читачам змогу скористатись безкоштовним доступом до інтернету.
Надаються послуги ВСО і МБА.
9 листопада 2023 року бібліотеку було перейменовано на честь українського письменника Анатолія Дімарова.